# 朱成竹
朱成竹（1997年1月15日—），香港乒乓球運動員，於中华人民共和国出生，並為香港乒乓球代表隊成員。

## 簡歷
朱成竹出生於中國浙江。她小時候並不喜歡打乒乓球，只因父親喜愛，故於7、8歲時便被送去參加乒乓球訓練班。在老師褚建偉的指導和啟蒙下，她在15歲加入了上海市隊，並漸漸愛上乒乓球。2015年移居香港後加入了香港乒乓球代表隊。
加入港隊後，朱成竹先在菲律賓乒乓球公開賽與李皓晴出戰女雙，並奪得冠軍。及後於「台北青少年乒乓球公開賽」女單奪得冠軍。後來，她在「葡萄牙青少年公開賽」中的女單、女雙和女團項目中獲得冠軍，令她在整屆賽事共得到3面金牌。
2016年，朱成竹奪得世界乒乓球巡迴總決賽女青單打金牌。
2020年2月，其世界排名曾攀升至88位，為她職業生涯以來最高的排名。
2021年3月的全港公開乒乓球單項錦標賽中，朱成竹擊敗嚴浩晴、陳劭藍及林依諾進入決賽。
2021年5月，香港乒乓總會公佈港隊出戰東京奧運名單，朱成竹成為後補球員，隨隊赴東京作賽。
2022年6月，朱成竹與同為港隊成員的杜凱琹在WTT斯洛文尼亞公開賽女雙決賽擊敗印度隊組合，贏得冠軍。

## 外部連結
- 朱成竹的Instagram帳戶